# Camilla Dalby
Camilla Dalby (ur. 15 maja 1988 w Randers), duńska piłkarka ręczna, reprezentantka kraju, występująca na pozycji rozgrywającej. Od sezonu 2013/14 występuje w czarnogórskiej Budućnost Podgoricy.

## Sukcesy

### reprezentacyjne
- 2007: mistrzostwo Europy juniorek
- 2008: wicemistrzostwo Świata juniorek

### klubowe
- 2012: mistrzostwo Danii
- 2010, 2011: wicemistrzostwo Danii
- 2010: puchar EHF
- 2014: srebro Ligi Mistrzyń
- 2015: Liga Mistrzyń

## Nagrody indywidualne
- 2008: królowa strzelczyń mistrzostw Świata juniorek
- 2008: wybrana do All-Star Team mistrzostw Świata juniorek
- 2010/2011: królowa strzelczyń Guldbageren Ligaen (163 )